# جينيفر نيكولز
جينيفر نيكولز (بالإنجليزية: Jennifer Nichols) هي نبالة أمريكية، ولدت في 4 أكتوبر 1983.

## وصلات خارجية
- جينيفر نيكولز على موقع الاتحاد الدولي للرماية بالسهام (الإنجليزية)
- جينيفر نيكولز على موقع اللجنة الأولمبية الدولية (الإنجليزية)
- جينيفر نيكولز على موقع أوليمبيديا (الإنجليزية)
- جينيفر نيكولز على موقع اللجنة الأولمبية والبارالمبية الأمريكية (الإنجليزية)